# Larchwood (Iowa)
Larchwood – miasto w Stanach Zjednoczonych, w stanie Iowa, w hrabstwie Lyon. Zgodnie ze spisem statystycznym z 2000 roku, miasto liczyło 788 mieszkańców.
Z Larchwood pochodzi Ellis Yarnal Berry, amerykański polityk, kongresman reprezentujący drugi okręg wyborczy w Dakocie Południowej.